# Eskilstrup (Sneslev Sogn)
 Denne artikel omhandler hovedgården Eskilstrup. For andre betydninger, se Eskilstrup (flertydig).
Eskilstrup  er en gammel hovedgård, som nævnes allerede i 1328. Eskilstrup er nu avlsgård under Bregentved Gods, og ligger knap 1,5 km nord for landevejen fra Ringsted til Haslev. Gården ligger i Sneslev Sogn, Ringsted Kommune. Hovedbygningen er opført i 1847.
Eskilstrup er på 278 hektar

## Ejere af Eskilstrup
- (1328-1334) Oluf Nielsen
- (1334-1363) Niels Jensen Hvidding
- (1363-1382) Niels Olsen
- (1382-1397) Oluf Grubbe
- (1397-1430) Jakob Jonsen Skave
- (1430-1460) Jens Jakobsen Skave
- (1460-1670) Niels Jensen Skave
- (1670-1520) Herluf Nielsen Skave
- (1520-1570) Mourids Nielsen Skave
- (1570-1590) Anne Brahe gift Skave
- (1590-1628) Birgitte Herlufsdatter Skave gift (1) Krabbe (2) Holck
- (1628-1647) Ditlev Holck
- (1647-1664) Niels Parsberg
- (1664-1669) Otto Rantzau
- (1669-1688) Ida Skeel gift Rantzau
- (1688) Margrethe Rantzau gift Thott
- (1688-1709) Frederik Thott
- (1709-1728) Sophie Hedevig Sehested gift Thott
- (1728-1736) Ove Thott
- (1736-1747) V. Bjerregaard
- (1747-1751) Adam Gottlob Joachimsen lensgreve Moltke
- (1751-1755) Peter Johansen Neergaard
- (1755-1760) Johan Saaby
- (1760-1790) Jens Astrup
- (1790-1831) Frederik Holger von Barner
- (1831-1887) Leopold Theodor von Barner
- (1887-1921) Hans Sophus Vilhelm von Barner
- (1921-1941) Det Eskilstrupske Legat
- (1941-1968) Christian Frederik Gustav Hemmingsen lensgreve Moltke
- (1968-1989) Hans Hemming Joachim Christian Christiansen lensgreve Moltke
- (1989-) Christian Georg Peter Hansen greve Moltke

|  | Denne artikel om en bygning eller et bygningsværk kan blive bedre, hvis der indsættes et (bedre) billede. Du kan hjælpe ved at afsøge Wikimedia Commons for et passende billede eller lægge et op på Wikimedia Commons med en af de tilladte licenser og indsætte det i artiklen. |

55°22′37″N 11°52′48″Ø / 55.37694°N 11.88000°Ø